# Pontevedra
Pontevedra egy város és község Spanyolországban, Pontevedra tartomány fővárosa. Pontevedra Barro, Poio, Moraña, Campo Lameiro, Cotobade, Ponte Caldelas, Soutomaior, Vilaboa és Marín községekkel határos. Lakosainak száma 83 077 fő (2024).

## Népesség
A település népessége az elmúlt években az alábbi módon változott:
| Lakosok száma | 75 864 | 78 715 | 80 202 | 81 576 | 82 684 | 82 946 | 82 671 | 83 029 | 82 828 | 83 077 |
|               | 2001   | 2004   | 2007   | 2009   | 2012   | 2014   | 2017   | 2019   | 2022   | 2024   |

## Turizmus, látnivalók
A belvárosban áll a Pontevedrai Múzeum legrégebbi épülete, egy 14–15. századból származó gótikus templom maradványa, a Szent Domonkos-templomrom.